# توباك كاتاري
توباك كاتاري (وُلد عام 1750 وتُوفيّ في 15 تشرين الثاني/نوفمبر 1781) كان من السكان الأصليين من شعب الأيمارا واشتهر كونهُ من قادَ التمرد – بمساعدةٍ من زوجته بارتولينا سيسا وأخته جريجوريا أبازا – في الأقاليم المستعمرة في عهد بيرو العليا (بوليفيا الآن) ثمَّ فرض الحصار على لاباز لستة أشهر.

## السيرة الذاتيّة
حسب ما نُقل عن أحد أعضاء شعب الأيمارا؛ فإنَّ «توباك كاتاري» قد اختارَ هذا الاسم تكريمًا لكل من الثائر توماس كاتاري وتوباك أمارو الذي أُعدم من قبلِ الإسبان في 1572. لقد تزامنت انتفاضة كاتاري معَ تمرد توباك أمارو الثاني الذي ادَّعى زعيمُ الكاسيك أنه من نسل توباك أمارو السابق. في الواقع لم يكن لدى توباك كاتاري أي رغبةٍ في سلوك مسلك القائد توباك أمارو الثاني ما دفعَ كاتاري على الأرجح إلى ربطِ نفسه بالقادة السابقين.
أسَّس توباك كاتاري جيشًا قوامهُ حوالي 40,000 جنديًا وحاصر مدينة لاباز عام 1781؛ ثمَّ أقام هو وزوجته بارتولينا سيسا محكمةً في إل ألتو وحافظا على الحصار من آذار/مارس إلى حزيران/يونيو ومن آب/أغسطس إلى تشرين الأول/أكتوبر. لقد كانت سيسا قائدةً للحصار؛ ولعبت دورًا حاسمًا في قيادة التمرّد عقبَ القبض على زوجها في نيسان/أبريل. لم يدم الحصار طويلًا بعدما تمَّ فكُّه من قِبل القوات الاستعمارية الإسبانية التي تقدمت من ليما و‌بوينس آيرس. الجدير بالذكرِ هنا أنَّ 20,000 شخصًا قد ماتَ خلال الحِصار.
قام كاتاري بحصار لاباز مرةً أخرى في وقتٍ لاحقٍ من العام؛ وانضمَّ إليه هذه المرة أندريس توباك أمارو ابن شقيق توباك أمارو الثاني لكن كاتاري كان يفتقرُ إلى القوات الكافية لتحقيقِ النجاح فانهزمَ مُجددًا. عند وفاته في 15 تشرين الثاني/نوفمبر 1781؛ تركَ كاتاري رسالةً كتب فيها: «أموت [سأموتُ] ولكني سأعود غدًا بآلاف الآلاف.»

## الميراث
لما بذله من جهدٍ ولما تعرَّض له من خيانةٍ وهزائم ثمَّ ما لاقاهُ من تعذيبٍ وإعدامٍ وحشيّ؛ أصبحَ توباك كاتاري بطلًا في نظرِ الحركات الأصلية الحديثة في بوليفيا كما سمَّت عددٌ من العصابات البوليفية نفسها «جيش توباك كاتاري الفدائي» أو أشياء من هذا القبيل؛ وسَمَّنت الحكومة البوليفيّة قمرًا صناعيًا باسمهِ تكريمًا له على كفاحهِ ضدّ الاستعمار.